# Hylaeus curtellus
Hylaeus curtellus är en biart som beskrevs av Jesus Santiago Moure 1960. Hylaeus curtellus ingår i släktet citronbin, och familjen korttungebin. Inga underarter finns listade i Catalogue of Life.